# به پدر شوهر گوش کن
به پدر شوهر گوش کن (به هندی: Suno Sasurjee) فیلمی محصول سال ۲۰۰۴ و به کارگردانی ویمال کومار است. در این فیلم بازیگرانی همچون آفتاب شیودسانی، آمیشا پاتل، گلشن گروور، قادرخان، آسرانی، شاکتی کاپور، مشتاق خان و آچالا ساچدف ایفای نقش کرده‌اند.